# معهد ليجاتوم
معهد ليجاتوم هو مؤسسة بحثية مقرها لندن، المملكة المتحدة. الهدف المعلن منه هو تعزيز تثقيف الجمهور في السياسة السياسية والاجتماعية والاقتصادية الوطنية والدولية. يضم المعهد أكثر من أربعين جهة مانحة بما في ذلك مؤسسة ليجاتوم. وقد تم وصفه بأنها "على الأرجح مؤسسة الفكر الأكثر نفوذاً في بريطانيا والتي تدفع برؤيتها للسوق الحرة المؤيدة للخروج البريطاني وتتمتع بامتياز الوصول إلى وسائل الإعلام والوزراء" ولكنها اجتذبت الجدل نتيجة لتمويلها الغامض من الخارج.

## التاريخ والعمليات والتمويل
تأسس معهد ليجاتوم عام 2007، بتمويل من مجموعة ليجاتوم التي تتخذ من دبي مقراً لها تحت إدارة مالكها رجل الأعمال ومالك صندوق التحوط كريستوفر تشاندلر. حقق تشاندلر وشقيقه ريتشارد ثروتهما في روسيا في تسعينيات القرن العشرين وأوائل القرن الحادي والعشرين، وفي وقت من الأوقات بلغت حصتهما في شركة غازبروم الروسية المملوكة للدولة 4%. المعهد مستفيد من مؤسسة عائلته، مؤسسة ليجاتوم. سُجّلت المؤسسة في برمودا وتديرها شركة في جزر كايمان. تتبرع مؤسسة ليجاتوم لعدد من المبادرات الخيرية، بما في ذلك صندوق END وصندوق الحرية.
عام 2018، وجّهت لجنة الأعمال الخيرية انتقادات للمؤسسة بسبب انتهاكها لأهدافها الخيرية إثْر نشر تقرير جزئي ومتحيز عن فوائد التجارة الحرة بعد خروج بريطانيا من الاتحاد الأوروبي. وكان ذلك متوافقاً مع حملة التصويت للخروج من الاتحاد الأوروبي بشكل وثيق، حيث مُنحت زمالات لرئيسة الحملة، جيزيلا ستيوارت، والرئيس التنفيذي لها، ماثيو إليوت. عام 2017، أنشأت "لجنة تجارية خاصة" برئاسة مدير السياسة الاقتصادية شانكر سينجهام، الذي أصبح صوتًا بارزًا مؤيدًا للخروج البريطاني من الاتحاد الأوروبي عبر وسائل الإعلام.[بحاجة لمصدر]
عام 2018، تلقى معهد ليجاتوم 10 آلاف دولار من مؤسسة روبرت ف. أغوستينيلي. وأغوستينيلي هو ملياردير يميني يدعم قضايا المحافظين الجدد، وقد وصف اليسار ذات مرة بأنه "سرطان يجب استئصاله". ويذكر أنه كان سابقاً أحد المتبرعين للحملة الرئاسية الأمريكية لرئيس بلدية مدينة نيويورك السابق رودي جولياني.
يدّعي معهد ليجاتوم إنه بحصل على التمويل من أكثر من 40 جهة مانحة؛ إلا أن هذه الجهات غير مدرجة على موقعه أو في إقراراته المالية. في نوفمبر 2022، أطلق موقع شفافية التمويل Who Funds You؟ وصنّف المعهد على أنه E، وهو أدنى تصنيف للشفافية (يتراوح التصنيف من A إلى E).
يقع المعهد حاليًا في مايفير. وعيّنت فيليبا سترود (المديرة التنفيذية السابقة لمركز العدالة الاجتماعية، ونائبة حزب المحافظين في مجلس اللوردات ) رئيسةً تنفيذية له عام 2016 وتركت هذا المنصب في مارس 2023 لترأس تحالف المعهد من أجل المواطنة المسؤولة.
عام 2018، اتهم بوب سيلي، عضو البرلمان المحافظ، تشاندلر علنًا بالارتباط بالمخابرات الروسية. وزعم سيلي أنه وأعضاء آخرين في البرلمان اطلعوا على وثائق استخباراتية تشير إلى أن تشاندلر قد يكون مصدر قلق في مجال مكافحة التجسس. وقد نفى تشاندلر والمعهد هذه الاتهامات بشدة. وردًا على ذلك، رفع تشاندلر دعوى تشهير في المحكمة الجزائية الأمريكية في مقاطعة كولومبيا ضد محقق خاص يُزعم أنه قدم المعلومات. عام 2021، نجح تشاندلر في إحياء قضية التشهير بعد رفضها في البداية، وفي عام 2024، منحته هيئة المحلفين 8 ملايين دولار تعويضاً بعد الحكم لصالحه.

## التقارير والدعوة

### البرامج والسياسات الحالية
يتولى المعهد حاليًا عددًا من البرامج بما في ذلك: مؤشر الرخاء العالمي، والرخاء الأفريقي، والرخاء في وسط وشرق أوروبا، والرخاء في المملكة المتحدة، والرخاء في الولايات المتحدة، ولجنة المقاييس الاجتماعية، والمؤشر العالمي للانفتاح الاقتصادي، والتحول الثقافي، ولجنة المساواة العرقية، والسلام والمصالحة، والشجاعة في الصحافة، والحركات الشعبية العالمية، والتنمية الدولية في القرن الحادي والعشرين.
أسس معهد ليجاتوم جائزة "الشجاعة في الصحافة" عام 2017 عقب وفاة دافني كاروانا جاليزيا في نفس العام. أنشئت الجائزة لتسليط الضوء على المخاطر التي يواجهها الصحفيون في جميع أنحاء العالم ودعم حرية الصحافة. عام 2019، اختير يان كوسياك، الصحفي السلوفاكي الذي توفي في عام 2018 عن عمر ناهز 27 عامًا، الفائز بالجائزة السنوية. وفي عام 2020، مُنحت الجائزة للصحفي السوري رائد فارس الذي كان يدير راديو فريش واغتيل في إدلب. وشملت لجنة التحكيم الصحفية الحائزة على جوائز كريستينا لامب من بين آخرين.
يضم معهد ليجاتوم لجنة القياسات الاجتماعية، التي تأسست في عام 2016، والتي نشرت تقريرها الأول عن مستويات الفقر في المملكة المتحدة في عام 2018. ووجد التقرير أن 14.4 مليون شخص كانوا يعيشون في فقر عام 2017، بما في ذلك 4.5 مليون طفل. في 17 مايو 2019، أعلنت وزارة العمل والمعاشات التقاعدية أنها ستعتمد منهجية لجنة المقاييس الاجتماعية لقياس الفقر في المملكة المتحدة. وقد تحقّق ذلك إلى حد كبير بفضل مشاركة الأحزاب المختلفة ودعم التدبير الجديد. استخدمت البارونة سترود ومعهد ليجاتوم نموذج اللجنة في حملة لمطالبة مستشار الخزانة بالاحتفاظ بزيادة الائتمان الشامل بمقدار 20 جنيهًا إسترلينيًا في خريف عام 2021. وقد قدر المعهد أن "840 ألف" شخص سيُحمَون من الفقر إذا ألغيت التخفيضات المفروضة على الائتمان الشامل.

### مؤشر ليجاتوم للرخاء
ينشر معهد ليجاتوم مؤشر ليجاتوم السنوي للازدهار، والذي يقيس الازدهار عبر البلدان من خلال تطبيق مزيج من الثروة المادية وعوامل رضا الحياة. وقد ظل التقرير قيد النشر بشكل مستمر منذ إطلاقه في عام 2007، وتوسع نطاق تغطيته من 50 دولة إلى 167 دولة في عام 2020.

### برنامج الحركات الشعبية العالمية
يدير المعهد أيضًا برنامج الحركات الشعبية العالمية، الذي يدرس أكبر حركة للنازحين قسراً منذ الحرب العالمية الثانية.

### البرامج التاريخية
في قمة الرخاء الأفريقي لعام 2015، شارك معهد ليجاتوم متحدثاً في الجلسة التي تناولت موضوع "تعزيز الابتكار الأفريقي: السبل والوسائل"، والتي ركزت على معالجة المتطلبات الاقتصادية والاجتماعية. وفي العام نفسه، كلف المعهد مؤسسة يوجوف للتحقيق في المواقف العامة تجاه الرأسمالية، والتي سلطت الضوء على اعتقاد شبه عالمي بأن أكبر الشركات في العالم أصبحت ناجحة من خلال الغش وعلى حساب البيئة.
عام 2017، كلف معهد ليجاتوم مؤسسة بوبولوس بإجراء استطلاع رأي لتقدير آراء عامة الجمهور البريطاني بشأن الأولويات السياسية للمعهد. وكانت الأولويات القصوى بالنسبة للمستجيبين هي: الغذاء والماء؛ وخدمات الطوارئ؛ والرعاية الصحية الشاملة؛ والمنزل الجيد؛ ووظيفة لائقة بأجر جيد؛ والتعليم الإلزامي والمجاني. في الأسفل كان امتلاك سيارة والسفر الجوي الرخيص. الجمهور البريطاني:
- تفضيل الملكية العامة لقطاعات المياه والكهرباء والغاز والسكك الحديدية في المملكة المتحدة
- أعتقد أن الضرائب يجب أن ترتفع لتوفير المزيد من التمويل لهيئة الخدمات الصحية الوطنية
- دعم مستويات أعلى من التنظيم
- تأييد فرض سقف على أجور الرؤساء التنفيذيين
- تفضيل تمثيل العمال على مستوى الإدارة العليا ومجلس الإدارة
- دعم إلغاء عقود العمل المحددة بساعة الصفر
- يحملون وجهة نظر غير مواتية تجاه "الرأسمالية"؛ كمفهوم، وينظرون إليها باعتبارها "جشعة" و"أنانية" و"فاسدة".[48]

وفي مقال له في صحيفة صنداي تايمز، استخدم ويل كلوثير الاستطلاع ليعكس حقيقة مفادها أن "الرأسمالية لم تحقق سوى القليل من الخير".
في يوليو/تموز 2018، أصدر معهد ليجاتوم تقريراً يربط بين "القلق وإيذاء النفس وأمراض عقلية أخرى والاستخدام المرتفع لوسائل التواصل الاجتماعي بين الشباب". وزعم التقرير أن هذا الأمر يضر بعلاقات الأسر والشباب مع البالغين الآخرين. وعلى نطاق أوسع، دعا معهد ليجاتوم إلى استخدام دورات الأبوة والأمومة كوسيلة مفيدة لغرس المهارات والقيم الأبوية لدعم الأطفال، ولكن الإقبال على هذه الدورات لا يزال منخفضًا بسبب الوصمة (حيث يربط الناس بين مثل هذه الدورات بشكل غير صحيح و"الأسر المضطربة" و"التربية السيئة")، وضعف إمكانية الوصول والافتقار إلى الألفة مع المدربين والميسرين.

### مبادرات أخرى
في أكتوبر 2013، شارك معهد ليجاتوم في تأسيس مركز رواد الأعمال (CFE) بالشراكة مع رجل الأعمال لوك جونسون. ويهدف إلى البحث والتواصل بشأن التأثير الإيجابي لرجال الأعمال على الاقتصاد والمجتمع. استحوذت CFE على شركة Startup Britain في عام 2014 وأصدرت بحثًا حول الدور الذي يجب أن تلعبه الجامعات في ريادة الأعمال وفوائد تقديم مخططات ريادة الأعمال للسجناء قبل الإفراج عنهم.

### الدور في خروج بريطانيا من الاتحاد الأوروبي
وصفت مؤسسة الفكر على نطاق واسع بأنها مؤثرة في مناقشة خروج بريطانيا من الاتحاد الأوروبي. في يوليو 2017، بعد وقت قصير من نتيجة استفتاء المملكة المتحدة على عضوية الاتحاد الأوروبي، شكل معهد ليجاتوم لجنة تجارية خاصة برئاسة شانكر سينغهام (الذي دعم البقاء في الفترة التي سبقت استفتاء الاتحاد الأوروبي ) وضمت السفيرة النيوزيلندية السابقة والممثلة الدائمة لدى منظمة التجارة العالمية كروفورد فالكونر بصفة مفوض. قدّمت هذه المجموعة تقارير تتناول مفاوضات التجارة المستقبلية في المملكة المتحدة. اعتبر بعض المعلقين أن عمل لجنة التجارة الخاصة كان بمثابة دفع نحو "خروج صعب من الاتحاد الأوروبي"، على الرغم من أن المعهد قال إن دوره كان دعم نتيجة الاستفتاء وأشار إلى أن المعهد لم يتخذ أي موقف عام في الفترة التي سبقت استفتاء الاتحاد الأوروبي.
اقترح المعهد استخدام المركبات الجوية بدون طيار لمراقبة قضية الحدود بين جمهورية أيرلندا وأيرلندا الشمالية بعد خروج بريطانيا من الاتحاد الأوروبي. وقد تعرض هذا الحل، الذي اعترف التقرير نفسه بأنه واجه مشاكل تتعلق بالتكلفة وسوء الأحوال الجوية، لانتقادات شديدة - ووصفته صحيفة ديلي تلغراف بأنه "موضع للسخرية". واقترح التقرير تدابير محتملة أخرى بما في ذلك إعادة استخدام هيئة البرامج الخاصة للاتحاد الأوروبي وإنشاء منطقة اقتصادية خاصة، وهي فكرة طرحها أيضًا حزب المعارضة الرئيسي في جمهورية أيرلندا. غادر كروفورد فالكونر لجنة التجارة الخاصة ليصبح مستشارًا رئيسيًا للمفاوضات التجارية والسكرتير الدائم الثاني لوزارة التجارة الدولية في يونيو 2016. غادر شانكر سينغهام المعهد في مارس 2018 ليأخذ فريقه إلى معهد الشؤون الاقتصادية وغادر ماثيو إليوت في مايو 2018. في مايو 2018، أعلن المعهد أنه سينهي أبحاثه المتعلقة بالخروج البريطاني من الاتحاد الأوروبي.
في يونيو/حزيران 2018، قالت لجنة المؤسسات الخيرية في المملكة المتحدة إنه قد يُنظر إلى "تقرير معهد الخروج البريطاني من الاتحاد الأوروبي" على أنه يسعى إلى تحقيق "نتيجة نهائية معينة"، وهو ما يشكل نشاطًا سياسيًا وانتهاكًا للسياسة. وقد أُمر المعهد بإزالة التقرير من موقعه الإلكتروني.

## الفعاليات
يعقد معهد ليجاتوم فعاليات عامة بشكل منتظم. في عام 2012 تحدث الدالاي لاما في فعالية موضوعها "الأخلاق من أجل عالم أكثر ازدهارًا". في عام 2015، عقد المعهد حدثًا تناول ملكية وإدارة الأصول العامة. في عام 2018، جمعوا مفكرين من وجهات نظر مختلفة وسمحوا لهم بالمناقشة بموجب قاعدة تشاتام هاوس لتعزيز النقاش.